# David y Jonatán

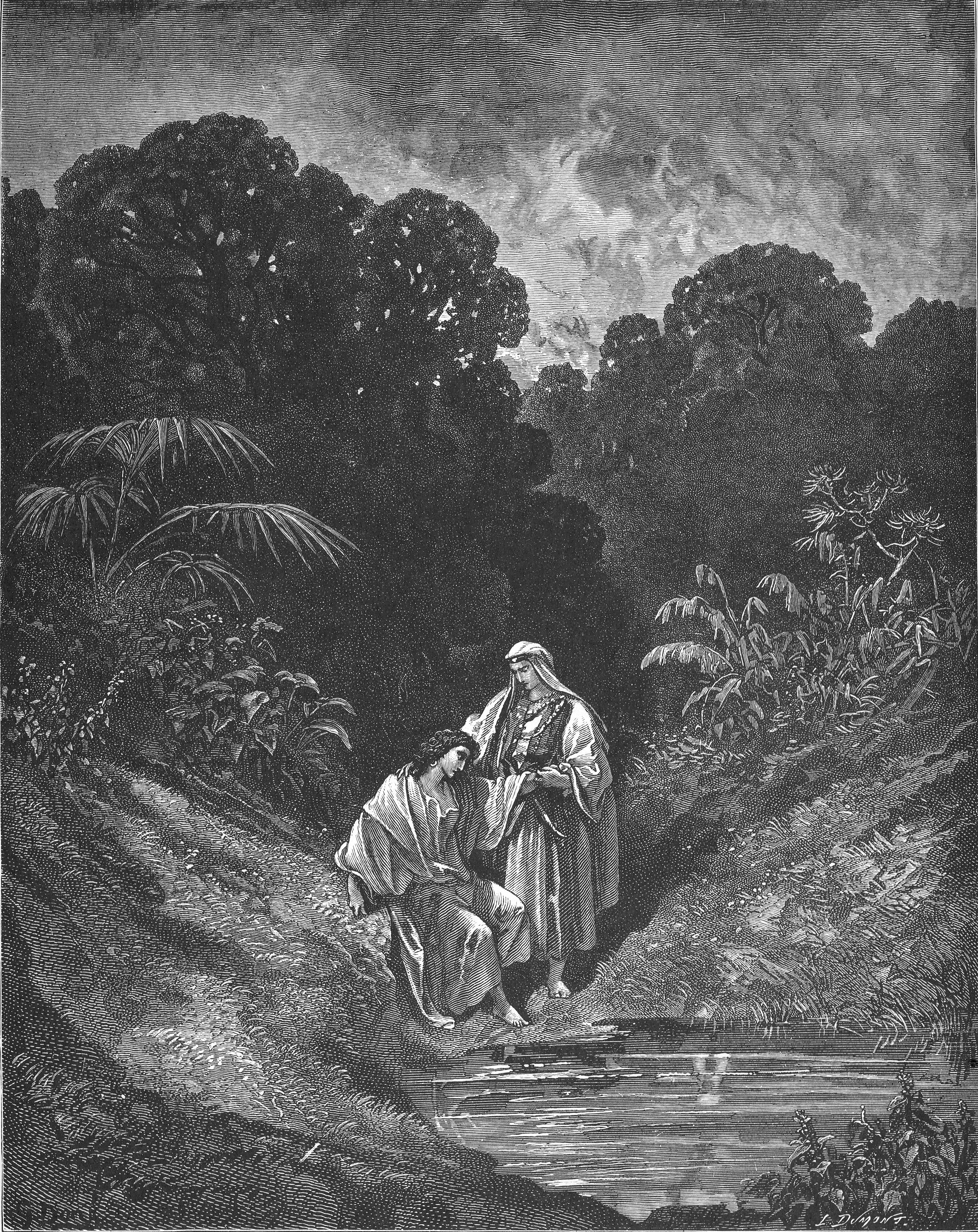
"David y Jonatán", una de las ilustraciones de Gustave Doré para La Grande Bible de Tours

David (hebreo: דָּוִד) y Jonatán (hebreo: יְהוֹנָתָן) fueron figuras heroicas del Reino de Israel, quienes formaron un pacto registrado en los libros de Samuel.
Jonatán era el hijo de Saúl, rey de Israel, de la tribu de Benjamín, y David era el hijo de Jesé de Belén, de la tribu de Judá, y presunto rival de Jonatán por la corona. Después de la muerte de Jonatán, David siendo rey, sentó gentilmente al hijo de Jonatán, Mefiboset, en su propia mesa real, en lugar de erradicar la línea del antiguo rey Saúl, esto debido al pacto que tenían entre ellos dos. 
El texto bíblico no describe explícitamente la naturaleza de la relación entre David y Jonatán. La interpretación religiosa tradicional y de la corriente principal es que ha sido una relación de amor platónico y un ejemplo de homosocialidad. Parte de la literatura medieval y renacentista posterior se basó en la historia para subrayar las fuertes amistades personales entre hombres, algunas de las cuales incluían amor romántico. 
En los tiempos modernos, algunos académicos, escritores y activistas han enfatizado elementos de homoerotismo en la historia. Algunos grupos formados por católicos homosexuales que intentan conciliar su fe con su sexualidad también han adoptado estos nombres: Davide e Gionata (Italia) y David et Jonathan (Francia).

## En la Biblia
La relación entre David y Jonatán se describe principalmente en los libros de Samuel de la Biblia hebrea. Estos episodios pertenecen a la historia del ascenso de David al poder, que se considera comúnmente como una de las fuentes de la historia deuteronomista, y a sus adiciones posteriores.
David, el hijo menor de Jesé, mata a Goliat en el valle de Ela, donde el ejército filisteo está en un enfrentamiento con el ejército del rey Saúl (el padre de Jonatán). La victoria de David inicia una derrota de los filisteos que son obligados a regresar a Gat y a las puertas de Ecrón. Abner lleva a David a Saúl mientras David todavía sostiene la cabeza cortada de Goliat. Jonatán, el hijo mayor de Saúl, también había estado luchando contra los filisteos. Jonatán toma una afinidad de inmediato por David y los dos forman un pacto: 

Una vez que David y Saúl terminaron de hablar, Saúl tomó a David a su servicio y, desde ese día, no lo dejó volver a la casa de su padre. Jonatán, por su parte, entabló con David una amistad entrañable y llegó a quererlo como a sí mismo. Tanto lo quería que hizo un pacto con él: Se quitó el manto que llevaba puesto y se lo dio a David; también le dio su túnica, y aun su espada, su arco y su cinturón.

Cualquier encargo que David recibía de Saúl, lo cumplía con éxito, de modo que Saúl lo puso al mando de todo su ejército, con la aprobación de los soldados de Saúl y hasta de sus oficiales.

### Muerte de Jonatán
Mientras Saúl continúa persiguiendo a David, la pareja renueva su pacto, después de lo cual no se vuelven a encontrar. Finalmente, Saúl y David se reconcilian. Jonatán, sin embargo, es asesinado en el monte Gilboa junto con sus dos hermanos Abinadab y Malquisúa, y allí Saúl se suicida. David se entera de la muerte de Saúl y Jonatán y compuso un lamento, que en parte dice: 

¡Saúl! ¡Jonatán! ¡Nobles personas! Fueron amados en la vida, e inseparables en la muerte. Más veloces eran que las águilas, y más fuertes que los leones... ¡Cómo han caído los valientes en batalla! Jonatán yace muerto en tus alturas. ¡Cuánto sufro por ti, Jonatán, pues te quería como a un hermano! Más preciosa fue para mí tu amistad que el amor de las mujeres. ¡Cómo han caído los valientes! ¡Las armas de guerra han perecido!

## Puntos de vista

### Interpretación judía
Los sabios caracterizaron la relación entre Jonatán y David en la siguiente Mishná: 
 “Siempre que el amor depende de algún fin egoísta, cuando el fin pasa, el amor pasa; pero si no depende de un fin egoísta, nunca pasará. ¿Qué amor dependía de un fin egoísta? Este fue el amor de Amnón y Tamar. ¿Y cuál no dependía de un fin egoísta? Este fue el amor de David y Jonatán. (Avot 5:16)” 
 El rabino Shimon ben Tzemach Duran (España, norte de África del siglo XIV al XV) describió el significado de esta mishná: 
 “Cualquiera que establezca una amistad para acceder al poder, el dinero o las relaciones sexuales; cuando estos fines no son alcanzables, la amistad cesa... el amor que no depende de fines egoístas es el verdadero amor de la otra persona, ya que no hay un fin intencionado". (Magen Avot - traducción abreviada y adaptada) 

### Interpretación cristiana tradicional
La interpretación platónica de la relación entre David y Jonatán ha sido el punto de vista principal que se encuentra en la exégesis bíblica, según lo dirigido por escritores cristianos. Esto sostiene que la relación entre los dos, aunque fuerte y cercana, es en última instancia un amor platónico. La alianza que se hace es política y no erótica; mientras que cualquier intimidad es un caso de vínculo masculino y homosocialidad. 

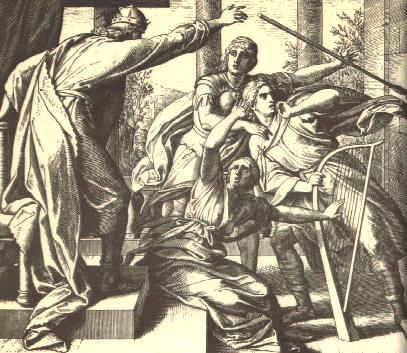
"Saúl intenta matar a David" de Julius Schnorr von Carolsfeld.

El amor de David y Jonatán se entiende como la camaradería íntima entre dos jóvenes soldados sin participación sexual. Los libros de Samuel en realidad no documentan la intimidad física entre los dos personajes más allá de "besarse", y como no se usan los eufemismos que la Biblia usa para las relaciones sexuales, nada indica que David y Jonatán tuvieran una relación sexual. Ninguno de los hombres tiene problemas en su vida matrimonial heterosexual. David tuvo muchas esposas y concubinas, así como una aventura adúltera con Betsabé, y aparentemente sufrió impotencia solo cuando era anciano, mientras que Jonatán tuvo un hijo de cinco años cuando murió.
En respuesta al argumento de que se eliminó el homoerotismo, algunos tradicionalistas seguidores de la hipótesis documentaria señalan la importancia de la falta de censura de las descripciones en cuestión, a pesar de los mandatos levíticos contra el contacto homoerótico. Gagnon señala: "La disposición del narrador de hablar de la vigorosa vida heterosexual de David (compárese con la relación con Betsabé) pone en claro alivio su completo silencio sobre cualquier actividad sexual entre David y Jonatán".
Suponiendo que se hubiera realizado tal edición, Martti Nissinen comenta: "Los editores ciertamente consideraron su amor mutuo como fiel y apasionado, pero sin alusiones indecorosas a prácticas prohibidas... La cercanía emocional e incluso física de dos hombres no pareció preocupar a los editores de la historia, ni Levítico prohibió tal relación". La homosocialidad no se considera parte del tabú sexual en el mundo bíblico.

### Alusiones medievales y renacentistas

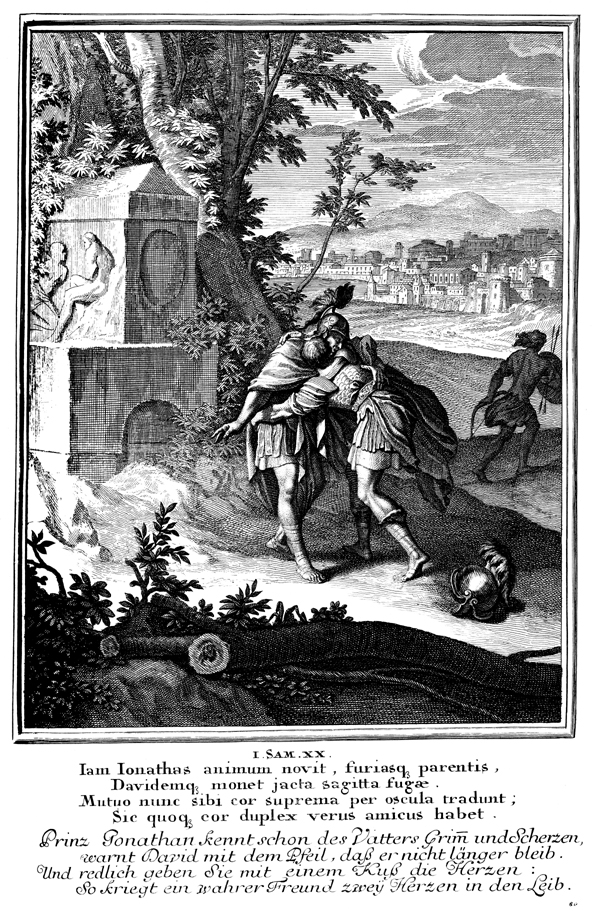
Jonatán abraza a David de Historiae Celebriores Veteris Testamenti Iconibus Representatae de Caspar Luiken (1712)

La literatura medieval ocasionalmente se basó en la relación bíblica entre David y Jonatán para enfatizar fuertes amistades personales e íntimas entre hombres. Esta historia también se ha utilizado con frecuencia como una referencia codificada a las relaciones homoeróticas en tiempos cuando mencionarlas era socialmente desalentador o incluso castigado.
El anónimo Vita Edwardi Secundi, c. 1326 AD, escribió: "De hecho, recuerdo haber oído que un hombre amaba tanto a otro. Jonatán amaba a David, Aquiles amaba a Patroclo". Y así, el rey Eduardo II lloró por su amante muerto Piers Gaveston como: "... David había llorado por Jonatán". De manera similar, Roger de Hoveden, un cronista del siglo XII, hizo comparaciones deliberadamente en su descripción del "Rey de Francia (Felipe II Augusto) [quién] lo amaba (Ricardo Corazón de León) como a su propia alma".
Los artistas del Renacimiento Donatello y Miguel Ángel destacaron fuertes elementos homoeróticos en sus respectivas esculturas que representan al joven David.

### Interpretaciones modernas

#### Homoerotismo

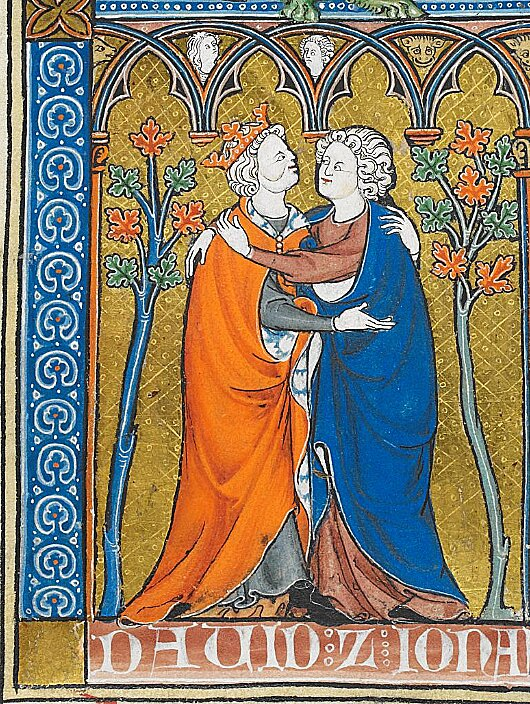
David y Jonatán
Algunos han interpretado el relato bíblico de David y Jonatán como la historia de dos amantes.
"La Somme le Roy", 1290 dC; Ms iluminada francesa (detalle); Museo Británico

Algunos eruditos y escritores modernos han interpretado el amor entre David y Jonatán como una algo más íntimo que una amistad platónica. Tom Horner fue el pionero de esta interpretación, luego fue adoptada por John Boswell. Esta interpretación considera los lazos que los hombres compartieron como amor romántico, independientemente de que la relación se haya consumado físicamente. Jonatán y David se preocupaban profundamente el uno por el otro de una manera que podría decirse que era más fuerte e íntima que una amistad platónica. 
El elogio de David en 2 Samuel 1:26 del 'amor' que sentía a Jonatán sobre el 'amor' que sentía por las mujeres se considera evidencia de atracción hacia el mismo sexo, junto con la exclamación de Saúl a su hijo en la mesa de la cena: "Sé que has escogido al hijo de Jesé, lo cual es una vergüenza para ti y la desnudez de tu madre". La "elección" (bahar) puede indicar una elección permanente y una relación firme, y la mención de "desnudez" (erwa) podría interpretarse para transmitir un matiz sexual negativo, dando la impresión de que Saúl vio algo indecente en la relación de Jonatán y David.
Algunos también señalan que la relación entre los dos hombres se aborda con las mismas palabras y énfasis que otras relaciones amorosas en el Testamento hebreo, ya sean heterosexuales o entre Dios y las personas: por ejemplo, ahava o אהבה. Sin embargo, el mismo lenguaje también se utiliza a menudo para el amor no romántico, ni sexual, como la que existe entre un padre y un hijo. 
Cuando están solos, David confía que ha "encontrado gracia a los ojos de Jonatán", una frase que los proponentes dicen que normalmente se refiere a la atracción romántica o física. Sin embargo, esta frase también se usa a menudo en contextos no románticos. A lo largo de los pasajes, David y Jonatán afirman y reafirman constantemente su amor y devoción mutua, y Jonatán está dispuesto a traicionar a su padre, familia, riqueza y tradiciones por David. 
Dos estudios recientes afirman que hay más que una mera homosocialidad en los pactos de David y Jonatán: la erudita bíblica Susan Ackerman, y el orientalista Jean-Fabrice Nardelli. Ackerman y Nardelli argumentan que los narradores de los libros de Samuel cifraron alusiones al mismo sexo en los textos donde David y Jonatán interactúan para insinuar que los dos héroes eran amantes. Ackerman explica esto como un caso de homosexualidad transitorial liminal, desplegada por los redactores como un medio textual para afirmar los derechos de David como los de Jonatán: este último voluntariamente enajenó su estado principesco al inclinarse (1 Samuel 20:41), sexualmente hablando, al primero. Nardelli no está de acuerdo y argumenta que los diversos pactos en los que Jonatán comprometió a David como socio superior elevaron gradualmente el estatus de David y pueden considerarse como un matrimonio. 
Susan Ackerman también cree que hay un lenguaje altamente erotizado presente en seis secciones diferentes en la Biblia hebrea con respecto a la relación de David y Jonatán. Las seis secciones que menciona son 1) El primer encuentro de David y Jonatán en 1 Sam. 18:1-18:4. 2) la descripción más importante de las primeras reuniones de David y Jonatán en 1 Sam 19:1-19 7. 3) el incidente de Saúl reprendiendo a Jonatán por su amistad con David en 1 Sam 20:30-20:34. 4) David huyendo de la corte del rey Saúl en 1 Sam. 20:1-20:42. 5) la descripción del encuentro final de David y Jonatán en 1 Sam. 23:15-23:18 y 6) el lamento de David (el cántico del arco) por Saúl y Jonatán. De estos seis ejemplos, Ackerman identifica que el ejemplo más importante es el último (el cántico del arco) debido a la afirmación de David de que el amor de Jonatán por David "era más maravilloso que el amor de las mujeres". 
Aunque David estaba casado, el mismo David articula una distinción entre su relación con Jonatán y los vínculos que comparte con las mujeres. David está casado con muchas mujeres, una de las cuales es Mical, la hermana de Jonatán, pero la Biblia no menciona a David amando a Mical (aunque se dice que Mical ama a David). 

Nissinen ha concluido que: 
 Quizás estas relaciones homosociales, basadas en el amor y la igualdad, son más comparables con la experiencia que tienen las personas homosexuales modernas de sí mismas que aquellos textos que hablan explícitamente de actos homosexuales como expresiones agresivas y violentas de dominación y sometimiento. 

#### Contraargumentos
Otros intérpretes señalan que ni los libros de Samuel ni la tradición judía documentan la intimidad física romántica o erótica entre los dos personajes siendo sancionada, que la Biblia en otra parte hace evidente cuando se trata de heterosexuales, sobre todo en el Cantar de los Cantares. También se sabe que los pactos eran comunes y que el matrimonio era un evento público e incluía costumbres que no se ven en esta historia.
La interpretación platónica de la relación de David y Jonatán es defendida por el escritor religioso Robert AJ Gagnon y el asiriólogo Markus Zehnder y es consistente con los puntos de vista teológicos comúnmente sostenidos que condenan las relaciones entre personas del mismo sexo.
Quitarse el manto se considera un acto ceremonial que sigue el precedente de Aarón, de quien Dios ordenó: "Y despoja a Aarón de sus vestiduras y vístelas a Eleazar su hijo", en transferencia del oficio del primero sobre este último. De la misma manera, Jonatán estaría transfiriendo simbólica y proféticamente la realeza de sí mismo (como el heredero normal) a David, cosa que pasaría después
Incluso si la mención de la "desnudez" en 1 Samuel 20:30 podría interpretarse como que transmite un matiz sexual negativo, está relacionada con la madre de Jonatán, Ahinoam, en lugar de con Jonatán ("para vergüenza de la desnudez de tu madre"). Jon Levenson y Baruch Halpern sugieren que la frase sugiere "el robo de David a la esposa de Saúl", y que el versículo apoya la construcción de que Ahinoam, la esposa de Saúl, es la misma Ahinoam que se convirtió en la esposa de David.
Estos intérpretes también argumentan que la descripción en 2 Samuel 1:26 del "amor" (en hebreo: "ahava") entre David y Jonatán que es mayor que el "amor de mujeres" debe entenderse como las dos menciones anteriores de “amor” (ahava) entre David y Jonatán, donde se describe no como amor por una pareja romántica, sino amor por sí mismo (“lo amó como a su propia alma”, 1 Sam 18: 3; 20:17). 
Además, la frase "David ha hallado gracia a los ojos de Jonatán", mencionada anteriormente, normalmente no es una referencia a la atracción romántica o física, ya que en 45 de las otras 46 ocurrencias se refiere a encontrar la gracia ya sea a los ojos de Dios, de un gobernante o terrateniente rico, de un pariente cercano, del padre de una posible novia, o de una nación. El único caso en el que se usa la frase para los amantes es que una esposa ya no encuentra gracia a los ojos de su esposo, no porque ya no la encuentre físicamente atractiva, sino porque ha “encontrado algo de indecencia en ella” (Deuteronomio 24: 1).
En aspectos platónicos, como en la lealtad sacrificada y el celo por el reino, se considera que el amor de Jonatán supera al del afecto romántico o erótico, especialmente el de las mujeres que David había conocido hasta ese momento. Las dificultades gramaticales y sociales se señalan con respecto a 1 Samuel 18:21, así como la marcada diferencia en la Biblia entre los besos sensuales (como en el Cantar de los Cantares ) y el beso cultural de la cultura del Cercano Oriente, ya sea en el saludo o como expresión de un afecto profundo entre amigos y familiares (como se encuentra en el Antiguo y Nuevo Testamento). También se argumenta que el fuerte lenguaje emotivo expresado por David hacia Jonatán es similar al de las expresiones platónicas en culturas más expresivas o pre-urbanas.
Orly Keren también postula que la relación entre Jonatán y David no estuvo exenta de un interés propio de ambos lados: Jonatán para obtener garantías para su propio futuro y el de su familia, y David para crear y mantener una imagen pública. Keren sugiere que el lamento de David por Jonatán pudo haber sido una pose calculada para un pueblo que está de luto por un príncipe popular.

## Referencias culturales

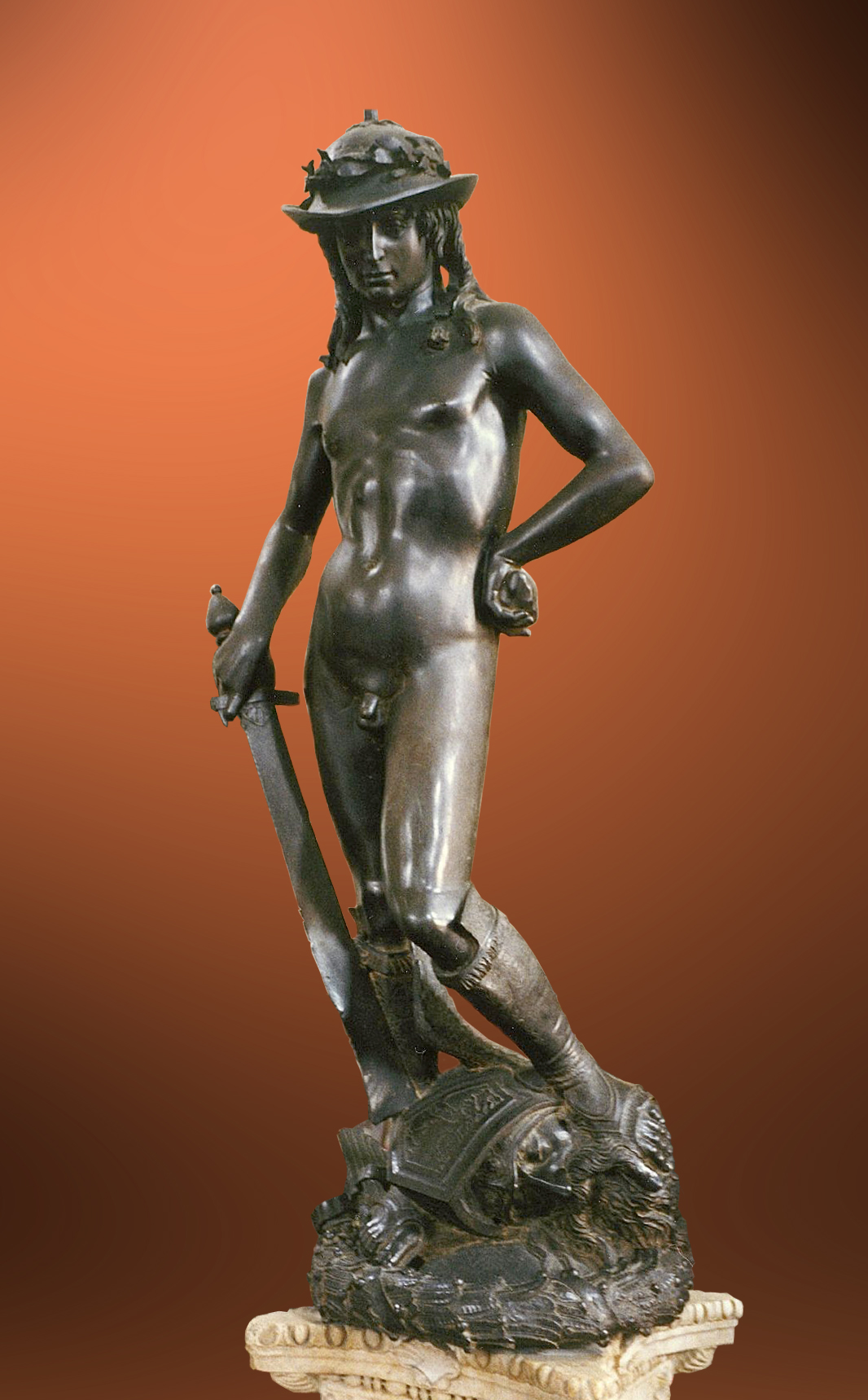
Donatello, David (¿1440?)
Museo Nazionale del Bargello
Altura 158 cm